# 林德巴赫河
51°21′43.05″N 6°56′3.88″E / 51.3619583°N 6.9344111°E

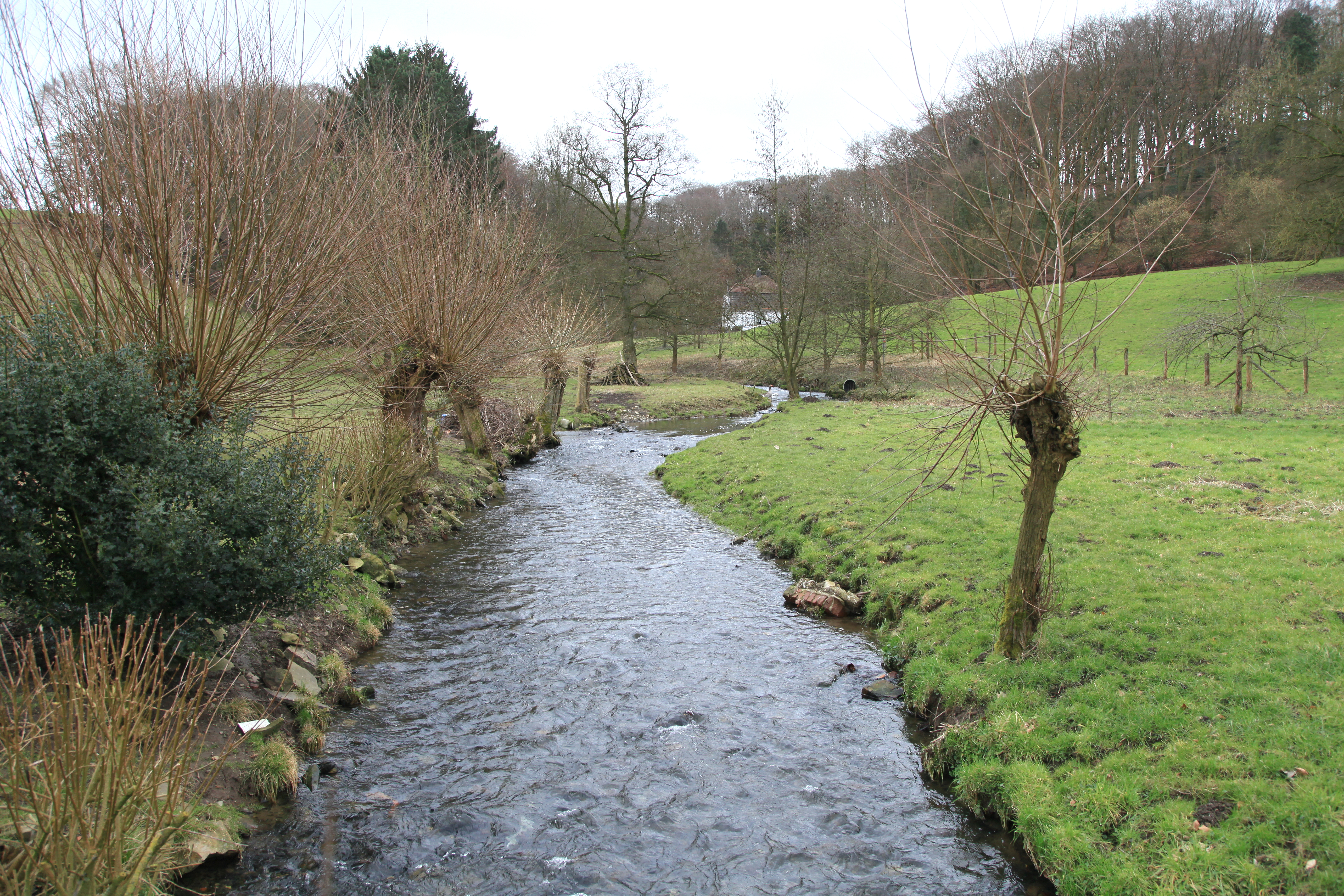

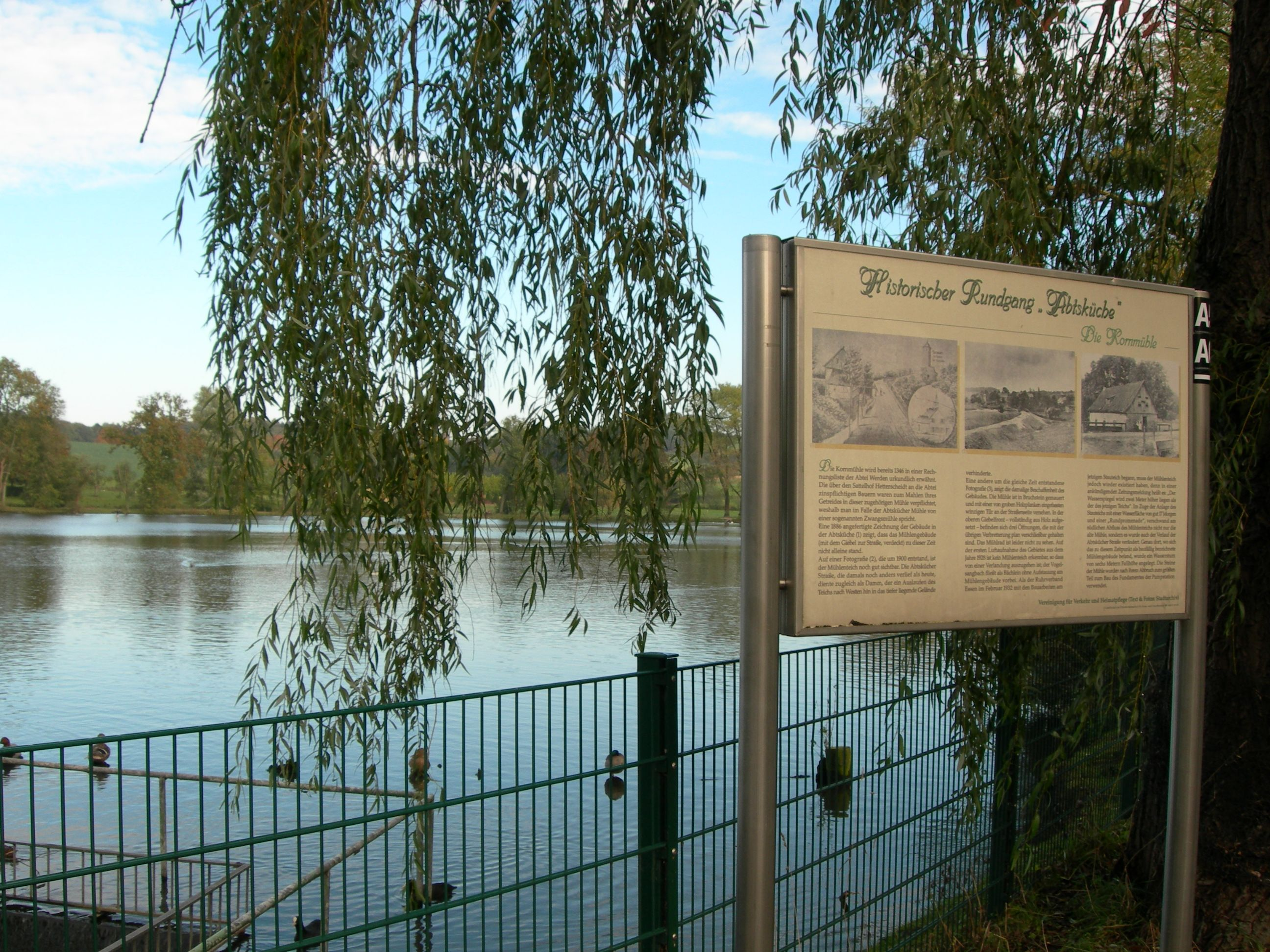

林德巴赫河（德語：Rinderbach），是德國的河流，位於該國西部，處於北萊茵-威斯特法倫州，屬於魯爾河的左支流，河道全長11.7公里，流域面積20.3平方公里。